# Shadow Fighters
Gli Shadow Fighters sono un gruppo di personaggi della DC Comics con e senza superpoteri messi insieme, sotto la supervisione di Amanda Waller, per il solo obiettivo della sconfitta di Eclipso nella serie a fumetti Eclipso. Furono messi insieme nel n. 11, (settembre 1993) e sciolti a causa dell'attrito nel n. 13 (novembre 1993). Furono creati da Robert Loren Fleming e Audrynn Jermaine Newman.

## Storia
La conquista di Eclipso di un piccolo paese del sud America fu soggetto di investigazione da parte del piccolo gruppo messo insieme da Bruce Gordon, Mona Bennet ed il noto esploratore Cave Carson. Cave fu attaccato dalle forze di Eclipso, che gli spezzarono entrambe le gambe e lo abbandonarono al confine del paese.
L'eroe un po' pazzo noto come Creeper, insieme a Bruce e Mona, ebbe numerose avventure all'interno del paese di Eclipso, da cui fuggirono a malapena.
Nel n. 13 (novembre 1993), la lotta contro Eclipso vide nuovi numerosi membri tra gli eroi, guidati dall'ex capo della Suicide Squad Amanda Waller. Una parte del gruppo venne mandata alla fortezza di Eclipso. Creeper, Peacemaker, Dottor Mid-Nite II, Major Victory, Comandante Acciaio, Wildcat II e Manhunter furono tutti uccisi. Si scoprì in seguito che l'assassino di Manhunter era un "ringer", un altro uomo inviato nella battaglia sotto un costume. L'unico sopravvissuto della strage fu Nemesis, almeno all'epoca. Anche se alcune parti del suo corpo non furono recuperate, Creeper riuscì a ritornare a casa.
Un altro team, questa volta più piccolo, venne inviato per recuperare i corpi, che furono raccolti in un unico luogo per il divertimento di Eclipso. La sua rabbia nel vedere i corpi che venivano recuperati gli fece uccidere uno schiavo innocente.
Nightshade e Chunk si unirono a Nemesis. Assistiti dal Dottor Bennet, padre della moglie di Bruce, tennero sott'occhio il territorio di Eclipso. Eclipso inviò loro un missile nucleare che distrusse la loro intera base. Tuttavia, il piccolo gruppo riuscì a fuggire grazie ad un portale di Nightshade, aperto nel pavimento delle Nazioni Unite. A metà viaggio nel portale, Bennet fu rapito da Eclipso, ma riuscì a sopravvivere a questo calvario.
La comparsa letterale dei Fighters al cospetto delle Nazioni Unite, portò subito al risveglio degli sforzi di Eclipso. Gli Shadow Fighters sopravvissuti guidarono un gruppo molto più grande di eroi quando ritornarono nel paese di Eclispo, facendosi strada verso di lui persona dopo persona.

## Membri
- Amanda Waller - Supervisore, non operativa sul campo.
- Bruce Gordon
- Cave Carson - Ferito, abbandonato.
- Chunk
- Creeper - Morto, finché non ricomparve.
- Doctor Bennet
- Major Victory - KIA
- Mona Bennet - Operativa sul campo
- Peacemaker - Originariamente KIA, ricomparve in Blue Beetle n. 3
- Dottor Midnight - KIA
- Wildcat - KIA
- Comandante Acciaio - KIA
- Manhunter - KIA, un ringer Mark Shaw "ringer".
- Nemesis